# Gunnar Ekelöfpriset
Gunnar Ekelöfpriset eller Ekelöfpriset är ett pris som delas ut sedan 2001 av Gunnar Ekelöf-sällskapet till någon som verkar i Ekelöfs anda. Prissumman är på 20 000 kronor.

## Pristagare
- 2001 – Jesper Svenbro
- 2003 – Eva Runefelt
- 2005 – Bengt Emil Johnson
- 2007 – Katarina Frostenson
- 2009 – Gunnar D. Hansson
- 2011 – Magnus William-Olsson
- 2013 – Göran Sonnevi
- 2016 – Birgitta Lillpers
- 2021 – Leif Holmstrand
- 2024 – Åsa Maria Kraft[2]

### Fotnoter
1. ↑  ”Ekelöfpriset”. Gunnar Ekelöf-sällskapet. http://www.gunnarekelof.se/index.php?id=21. Läst 27 maj 2012.
2. ↑  ”Gunnar Ekelöfpriset”. Sigtunastiftelsen. 1 juli 2024. https://sigtunastiftelsen.se/events/gunnar-ekelofpriset/. Läst 8 november 2024.